# ليندا كوك
ليندا كوك (بالإنجليزية: Linda Cook)‏ هي مهندسة أمريكية، ولدت في 4 يونيو 1958 في الولايات المتحدة.

## وصلات خارجية
- ليندا كوك على موقع إن إن دي بي (الإنجليزية)